# Miłosławscy
Miłosławscy – rusko-tatarska rodzina książęca i bojarska mająca swoje korzenie w polskiej szlachcie wywodzącej się z Miłosławia w Wielkopolsce. 
W drugiej połowie XIV wieku Zygmunt Korsak z Miłosławia (ur. 1350) osiedlił się w ziemi połockiej należącej do wielkiego księstwa litewskiego. Ożenił się z nieznaną z imienia Rusinką, a jego potomkowie będą już wychowywani w obrządku wschodnim. W styczniu 1391 r. Zygmunt bierze udział w poselstwie Zofii Witoldówny, która wychodziła za mąż za wielkiego księcia moskiewskiego Wasyla I. Ruś spustoszona wtedy po najeździe tatarskim Tochtamysza zachęca do osiedlania się na jej terenie, oferując przybyłym rozległe tereny i niskie obciążenia podatkowe. 
Na Rusi Zaleskiej pozostaje też Zygmunt Korsak z Miłosławia. W tym samym czasie inny książę ruski, będący w 17 pokoleniu potomkiem Ruryka - Oleg Riazański (1336-1402) zaprasza do siebie na służbę tatarskiego mirzę Salcha-Mira, wydając za niego swoją siostrę Anastazję Riazańską. Tatar osiedla się ze swoim ułusem na południowych rubieżach księstwa muromsko-riazańskiego, służąc odtąd wiernie swojej nowej ojczyźnie. Syn Zygmunta Korsaka, urodzony w 1380 r. Wiaczesław Zygmuntowicz Korsak Miłosławski, poślubia w 1405 r. córkę Anastazji Riazańskiej i Salcha-Mira. Zakładają wiele wsi, między innymi istniejące do dzisiaj Sioło Miłosławskoje w połowie drogi z Riazania na południe do Woroneża. 
Kolejny przedstawiciel rodu Fiodor Wiaczesławicz (ur. 1410) ma czterech synów, z których trzej najstarsi - Michał (ur. 1437), Stiepan (ur. 1438) i Siemion (ur. 1439) noszą przydomek Korsakow i są założycielami ruskich rodów o tymże nazwisku. Natomiast najmłodszy, czwarty syn znany jest w historii jako Terentiej Fiodorowicz Miłosławski (ur. 1440). Od Terientieja idą dwie linie Miłosławskich. Starszy jego syn Daniel (ur. 1468) jest protoplastą jednej linii rodu, a młodszy Ilia (ur. 1470) drugiej. 
Przez XVI wiek Miłosławscy przeszli jako bojarzy ostatnich Rurykowiczów. Ponownie głośno zrobiło się o nich w XVII wieku. Kniaź Daniło Iwanowicz Miłosławski był w 1623 r. wojewodą Kurska, a kniaź Iwan Bogdanowicz (zm. 1681) bronił Symbirska przed armią Razina. Ilja Miłosławski (zm. 1668) pomagał Romanowom stłumić powstanie moskiewskie w 1648 r. (bunt solny i miedziany). Jego córka Maria Iljiniczna Miłosławska (1625-1669) została w 1647 r. żoną cara Aleksego I Romanowa. Urodziła mu ona trzynaścioro dzieci, w tym przyszłych carów Fiodora III i Iwana V oraz najstarszą Zofię. Kolejny przedstawiciel Miłosławskich - kniaź Iwan Michajłowicz (zm. 1685) pomagał regentce Zofii podczas powstania strzelców w Moskwie w 1682 r. Udało się wtedy pokonać książąt Chowańskich, odsunąć Naryszkinów i uzyskać regencję dla Zofii na 7 lat.